# Kampen för Marnie
Kampen för Marnie (engelska: Best Interests) är en brittisk dramaserie vars första säsong hade premiär den 12 juni 2023 på BBC. Första säsongen består av fyra avsnitt.

## Handling
Serien kretsar kring Andrew och Niccis och deras kamp för dottern Marnie som lider av en allvarlig sjukdom. När hennes hälsa försämras snabbt menar läkarna att det bästa vore att avsluta alla vårdinsatser, men familjen kämpar emot.

## Rollista (i urval)
- Sharon Horgan - Nicci
- Michael Sheen - Andrew
- Alison Oliver - Katie
- Niamh Moriarty - Marnie
- Noma Dumezweni as Samantha
- Chizzy Akudolu - Mercy
- Mat Fraser - Greg
- Gary Beadle - Frank
- Pippa Haywood - domare Spottiswood